# Nikumaroro
Nikumaroro (též Gardnerův ostrov) je součástí Phoenixských ostrovů ve státě Kiribati v západním Tichém oceánu.  Ačkoliv se na ostrově nacházelo v minulosti osídlení, dnes je ostrov neobydlen.

## Popis
Jde o odlehlý, protáhlý korálový atol trojúhelníkového tvaru s bohatou vegetací a velkou centrální lagunou. Je přibližně 7,5 kilometrů dlouhý a 2,5 kilometru široký. Laguna je při přílivu spojená s mořem dvěma mělkými průlivy - větším na severozápadě a menším na jihu. Oceán kolem ostrova je mimo útes velmi hluboký a jediné možné kotviště se nachází na západním okraji útesu naproti troskám opuštěné britské osady fungující ve 40. až 60. letech 20. století. Kotviště je bezpečné pouze pokud vlaje jihovýchodní pasát. Přistání na ostrově je obtížné a většinou probíhá jižně od kotviště. 

## Flóra a fauna
Kokosové palmy rostou na ostrově do výšky 15 metrů a jsou pozůstatkem britského pokusu o vybudování plantáže. Atol Nikumaroro sporadicky navštěvují biologové, které sem přitahují rozsáhlé mořské a ptačí ekosystémy. Na atolu žije velká populace kraba palmového, stěhovavých ptáků a krys. V okolních vodách bylo pozorováno několik druhů žraloků a delfín skákavý.

## Osídlení
Dne 1. prosince 1938 dorazili na ostrov členové britské průzkumné expedice, aby zhodnotili ostrov jako možné místo pro přistání hydroplánů. Dne 20. prosince dorazili další britští úředníci společně s 20 osadníky z Gilbertových ostrovů. Snahám o vyčištění půdy a výsadbu kokosovníků však bránil nedostatek pitné vody. Do června 1939 bylo úspěšně založeno několik studní a žilo zde 58 osadníků.  Byly zde vystavěny široké korálově štěrkové ulice a několik staveb, mezi něž patřily správní dům s doškovou střechou, družstevní sklad s dřevěnými rámy a rozhlasová bouda. V letech 1944 až 1945 zde provozovala Pobřežní stáž Spojených států amerických navigační stanici LORAN s 25 členy posádky. Populace ostrova dosáhla maxima (cca 100 obyvatel) v polovině 50. let, ale začátkem 60. let 20. století periodické sucho a nestabilní stav sladké vody způsobily zánik kolonie. Nikumaroro bylo spolu s dalšími okolními ostrovy evakuováno britskou vládou v roce 1963. Jeho obyvatelé byli přesídleni na Šalamounovy ostrovy a od roku 1965 je ostrov oficiálně neobydlený.

## Ztroskotání

### Norwich City
Britská nákladní loď SS Norwich City ztroskotala na útesu na severozápadním cípu ostrova během tropické bouře dne 29. listopadu 1929. Když na lodi vypukl požár, byla posádka nucena úkryt se na atolu. Jedenáct mužů zde zahynulo, ale zbytek byl později zachráněn. Vrak lodi byl kvůli odlehlé poloze ostrova ponechán na místě a je pomalu erodován přírodními silami. Vrak byl významným orientačním bodem na útesu po 70 let, avšak do roku 2007 z něj zůstal pouze kýl, motor a dvě velké nádrže. Do roku 2010 zůstal nad vodou na útesu pouze motor. V roce 2016 bouřková aktivita odplavila jednu ze dvou velkých nádrží ke břehu a motor byl odlomen a spadl přes okraj útesu do hluboké vody.

### Amélie Earhartová
Nikumaroro byl předmětem významných spekulací a průzkumu jako možné místo nouzového přistání americké letkyně Amelie Earhartové v roce 1937, během jejího posledního letu při pokusu obletět Zemi. V roce 1940 byly na ostrově nalezeny lidské kosti, které byly později podrobeny analýze a roku 2018 forenzní antropolog Richard Jantz prohlásil, že s jistotou 99% se jedná o ostatky Earhartové. V roce 2019 se oceánograf Robert Ballard pokusil v okolí ostrova nalézt vrak letadla Earhartové, nicméně neuspěl.

## Galerie

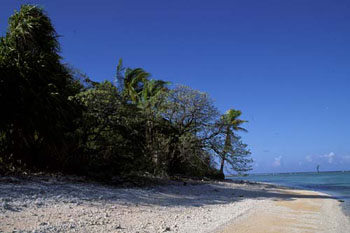
Pláž na ostrově
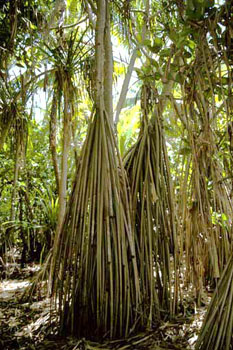
Pandány na ostrově
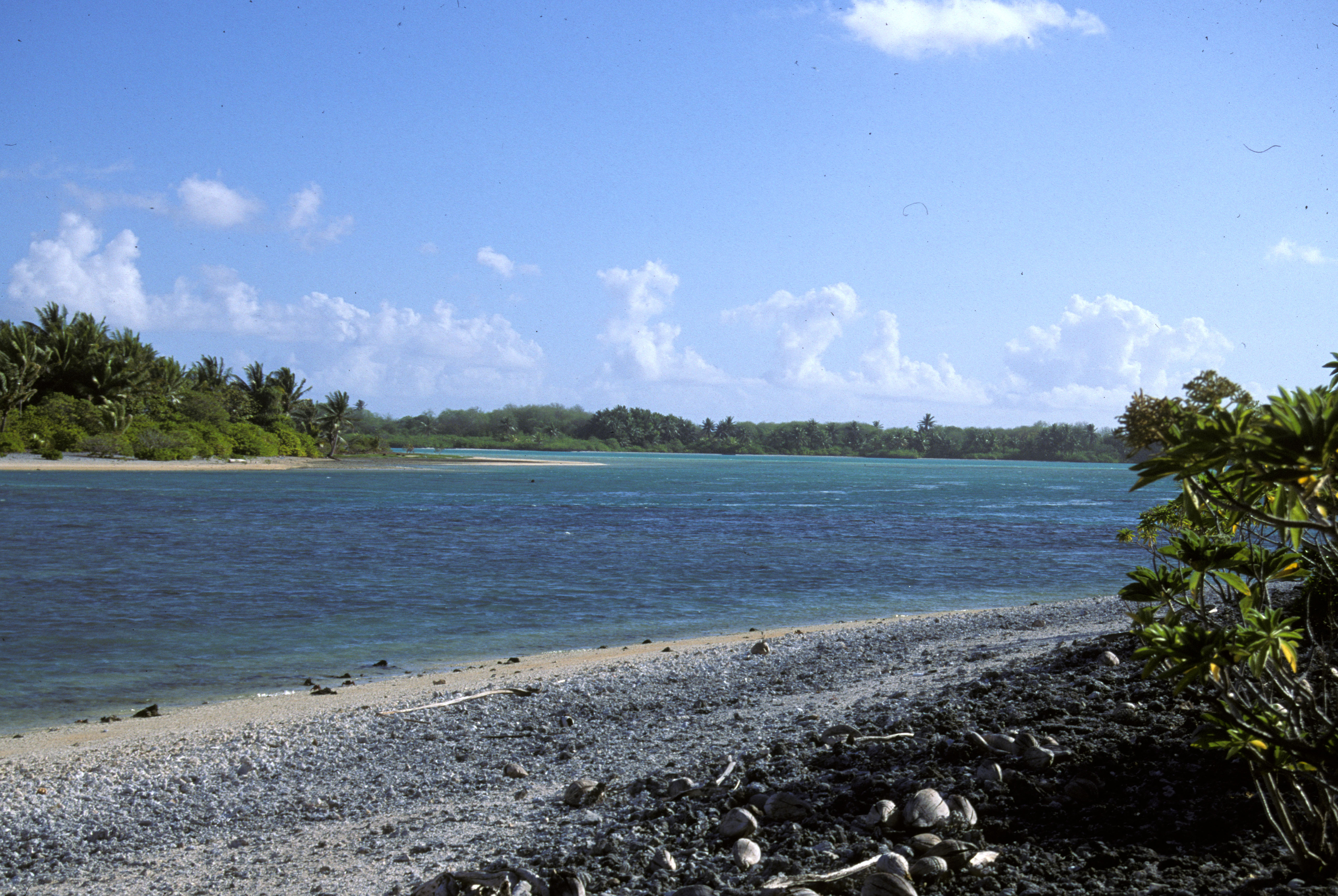
Severozápadní průliv spojující lagunu s oceánem
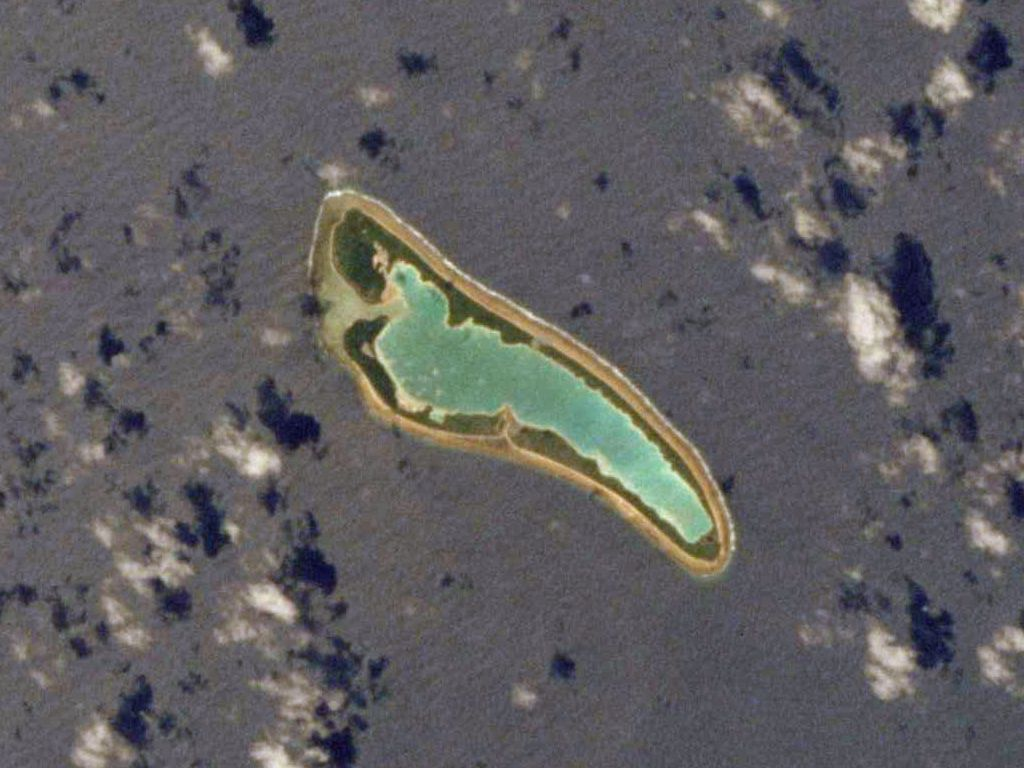
Pohled na ostrov z výšky
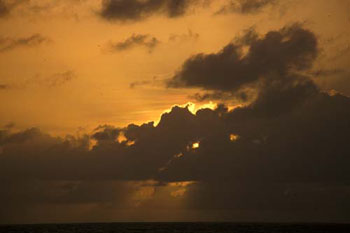
Západ slunce nad ostrovem